# Ratka
Ratka (Hongaars: Rátkapuszta) is een Slowaakse gemeente in de regio Banská Bystrica, en maakt deel uit van het district Lučenec.
Ratka telt 345 inwoners.

## Bevolking
Op 1 januari 2021 had Ratka 329 inwoners. Van deze 329 inwoners spraken 285 inwoners het Slowaaks als moedertaal - oftewel 86,63% van de totale bevolking. Daarnaast spraken 19 personen (of: 5,78%) het Hongaars en 12 personen (of: 3,65%) het Turks als moedertaal. Hiermee heeft Ratka het grootste percentage Turkssprekenden in Slowakije.
In 2021 had de gemeente Ratka met 4,56% het hoogste percentage moslims in Slowakije - 15 van de 329 inwoners waren toentertijd moslims. De grootste religie was de Rooms-Katholieke Kerk met 224 gelovigen - 68,09%. 55 personen hadden geen religie (16,72%), terwijl 13 personen lid waren van de Evangelische Kerk van de Augsburgse Confessie. 

## Afbeeldingen

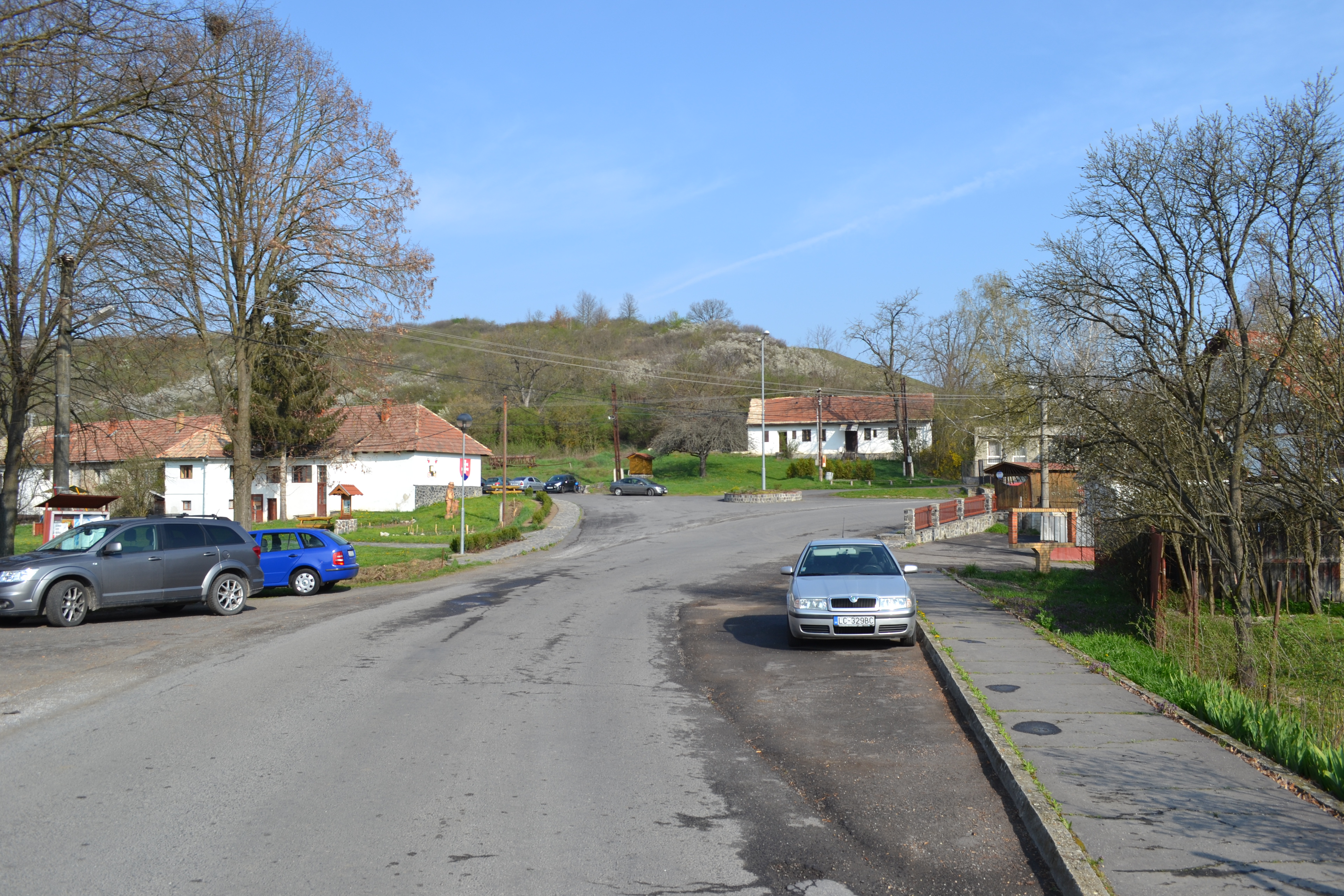
Dorpsbeeld
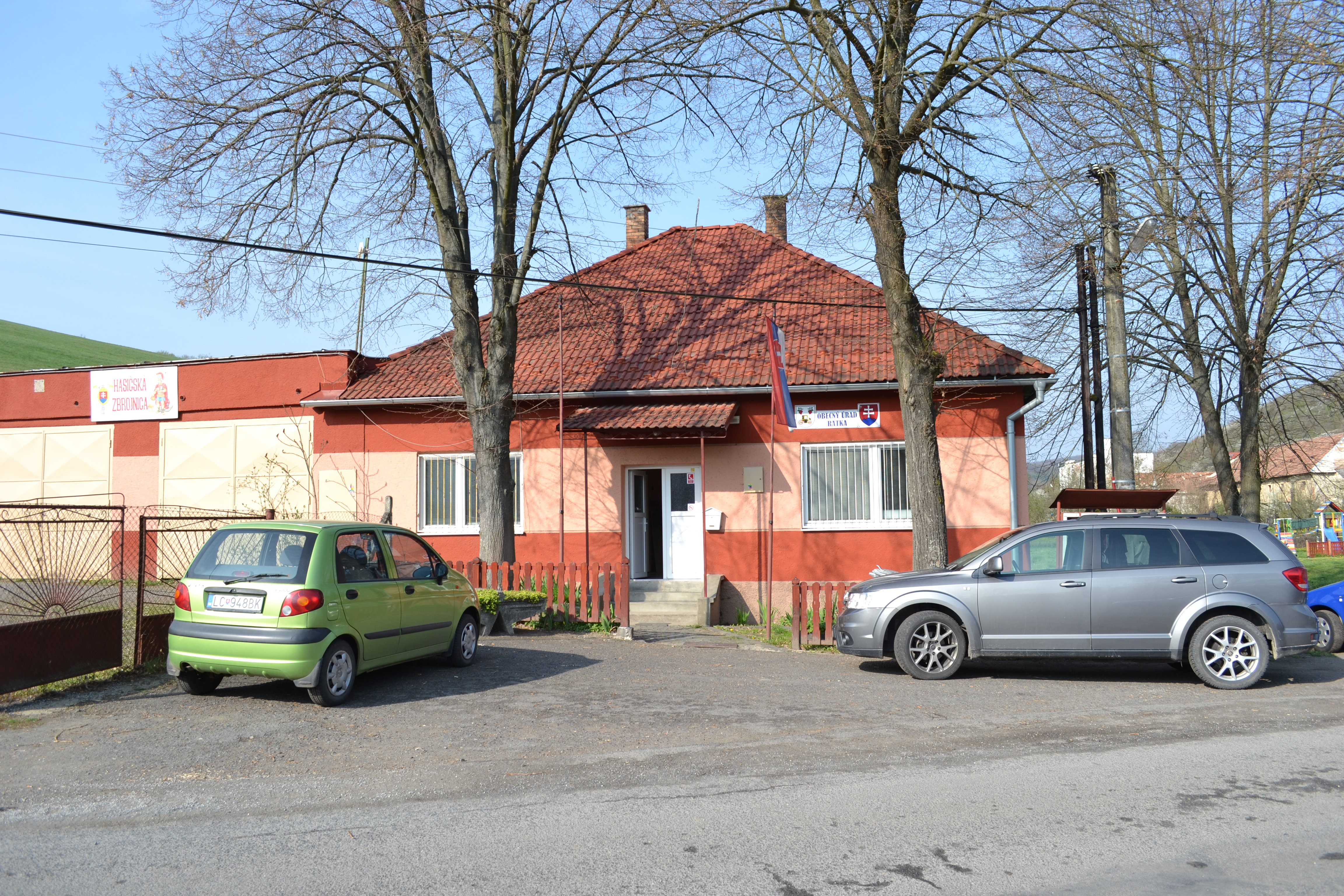
Gemeentehuis

Ábelová · Belina · Biskupice · Boľkovce · Budiná · Bulhary · Buzitka · Čakanovce · Čamovce · Divín · Dobroč · Fiľakovo · Fiľakovské Kováče · Gregorova Vieska · Halič · Holiša · Jelšovec · Kalonda · Kotmanová · Lehôtka · Lentvora · Lipovany · Lovinobaňa · Lučenec · Lupoč · Ľuboreč · Mašková · Mikušovce · Mučín · Mýtna · Nitra nad Ipľom · Nové Hony · Panické Dravce · Píla · Pinciná · Pleš · Podrečany · Polichno · Praha · Prša · Radzovce · Rapovce · Ratka · Ružiná · Stará Halič · Šávoľ · Šiatorská Bukovinka · Šíd · Šurice · Točnica · Tomášovce · Trebeľovce · Trenč · Tuhár · Veľká nad Ipľom · Veľké Dravce · Vidiná